# Шаріпов Саліжан Шакирович
Шаріпов Саліжан Шакирович (24 серпня 1964 , Узген, Ошська область ) — киргизький космонавт, Герой Російської Федерації, Герой Республіки Киргизстан.

## Армія
У 1982 році призваний на строкову службу в Радянську Армію, служив у технічному підрозділі авіаційного полку в Приморському краї. З військ вступив до Харківського вищого військового авіаційного училища льотчиків імені двічі Героя Радянського Союзу С. І. Грицевця. Після закінчення в 1987 році служив льотчиком-інструктором в 716-му навчальному авіаційному полку ВПС Середньоазійського військового округу. Мав загальний наліт на літаках різних типів близько 950 годин.

## У загоні космонавтів
У 1990 році був відібраний до загону радянських космонавтів (1990 Група ВВС № 10) Центру підготовки космонавтів ім. Ю. А. Гагаріна. Пройшов повний курс підготовки до польотів на космічних кораблях серії Союз ТМ і орбітальної станції «Мир» як командир корабля. Без відриву від роботи в Центрі підготовки космонавтів в одна 1994 році закінчив факультет «Аерокосмоекологія» Державної академії нафти і газу за спеціальністю «Сполучена обробка аерокосмоекологічних матеріалів».
Влітку 1997 року прибув до США для підготовки до польоту на борту американського корабля багаторазового використання системи Space Shuttle. З 23 по 31 січня +1998 року здійснив космічний політ як фахівець польоту космічного корабля «Індевор» STS-89 тривалістю 8 днів 19 годин 46 хвилин. В ході польоту була здійснена стиковка з російським орбітальним комплексом «Мир».
Другий космічний політ зробив як командир космічного корабля «Союз ТМА-5» і бортінженер 10-ї основної експедиції на Міжнародній космічній станції з 14 жовтня 2004 року по 25 квітня 2005 року. У період польоту зробив 2 виходи у відкритий космос.
Розповідаючи про свої враження, отриманих під час двох космічних польотів, Саліжан Шаріпов зазначав: «Наша планета прекрасна, вона неймовірно красива. Якби всі люди побачили нашу Землю з космосу, мені здається, у нас ніколи не було б воєн … Звідти кордонів не видно, зате відмінно помітний тонкий шар атмосфери, який захищає життя на Землі. І дуже добре видно, як погано люди ставляться до природи, можна розрізнити навіть нафтові плями. Земля — вона така маленька, тендітна, красива, ми повинні захищати і берегти її».
З жовтня 2005 по травень 2006 року був представником Центру підготовки космонавтів ім. Ю. А. Гагаріна в Космічному центрі імені Джонсона в Х'юстоні, США. Надалі проходив підготовку в Центрі підготовки космонавтів імені Ю. А. Гагаріна, з листопада 2006 року — заступник командира загону космонавтів Центру. Був командиром дублюючих екіпажів кораблів «Союз ТМ-29» і «Союз ТМ-30». У липні 2008 року звільнений з посади заступника командира загону космонавтів, виведений зі складу загону космонавтів і призначений начальником відділення в Першому управлінні Центру підготовки космонавтів ім. Ю. А. Гагаріна.
У 2012 році став героєм документального фільму «Мусульмани, якими пишається Росія» Фільм другий. «Зірковий час Саліжана Шаріпова.».
За успішне здійснення космічних польотів удостоєний високих урядових нагород Російської Федерації, Киргизії, Узбекистану і Таджикистану.